# 奥维尔 (卢瓦雷省)
奥维尔（法語：Orville，法語發音：[ɔʁvil] ⓘ）是法国卢瓦雷省的一个市镇，位于该省北部，属于皮蒂维耶区。

## 地理
奥维尔（48°14'32"N, 2°26'18"E）面积7.19 平方千米，位于法国中央-卢瓦尔河谷大区卢瓦雷省，该省份为法国中北部省份，北起埃松省，西北接厄尔-卢瓦省，西南接卢瓦-谢尔省，南至涅夫勒省和谢尔省，东临约讷省，东北接塞纳-马恩省。
与奥维尔接壤的市镇（或旧市镇、城区）包括：欧热维尔-拉里维耶尔、埃松河畔布里亚尔、代斯蒙特、迪芒什维尔、皮索、布朗库尔、弗罗蒙。
奥维尔的时区为UTC+01:00、UTC+02:00（夏令时）。

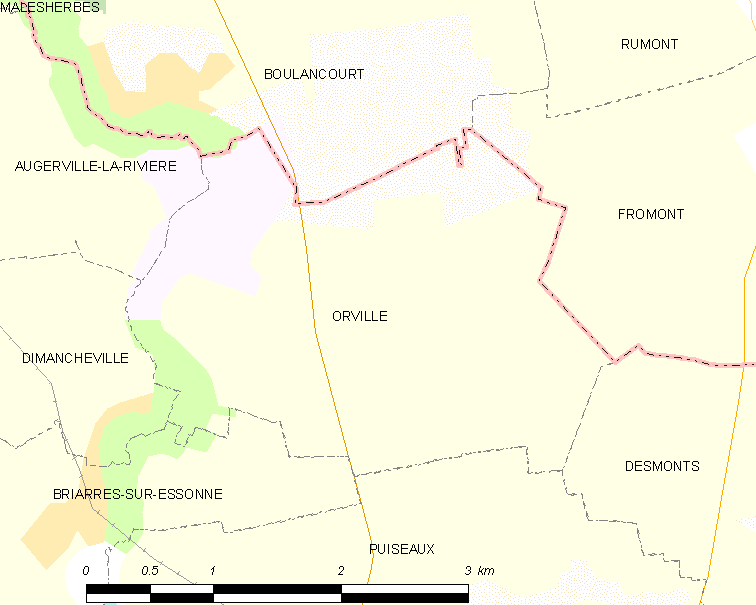
奥维尔的OSM定位图

## 行政
奥维尔的邮政编码为45390，INSEE市镇编码为45237。

## 政治
奥维尔所属的省级选区为勒马勒塞布瓦县。

## 人口

1962-2008年间奥维尔人口变化图示

奥维尔于2022年1月1日时的人口数量为129人。